# Апломб
Апломб (фр. aplomb, изговор: [aplɔ̃]) је став балетског играча који у стабилном положају одржава складну равнотежу тела на почетку, у току развијања и особито на завршетку играчког покрета.